# Landbodaler
Landbodaler är en grundskatt som periodvis togs ut i Göteborgs och Bohus län under den tid när området tillhörde Norge (fram till 1658). Skatten var en extraskatt som beräknades på mantal. Därför har dokumenten som skapades för att beräkna landbodalen blivit ett verktyg för släktforskning. Landbodalerna togs ut årsvis och finns därför samlade i årsvisa dokument.